# 741 Botolphia
Botolphia (asteroide 741) é um asteroide da cintura principal com um diâmetro de 29,64 quilómetros, a 2,5372066 UA. Possui uma excentricidade de 0,0673487 e um período orbital de 1 638,88 dias (4,49 anos).
Botolphia tem uma velocidade orbital média de 18,05820105 km/s e uma inclinação de 8,42526º.
Esse asteroide foi descoberto em 10 de Fevereiro de 1913 por Joel Metcalf.